# Breviceratops

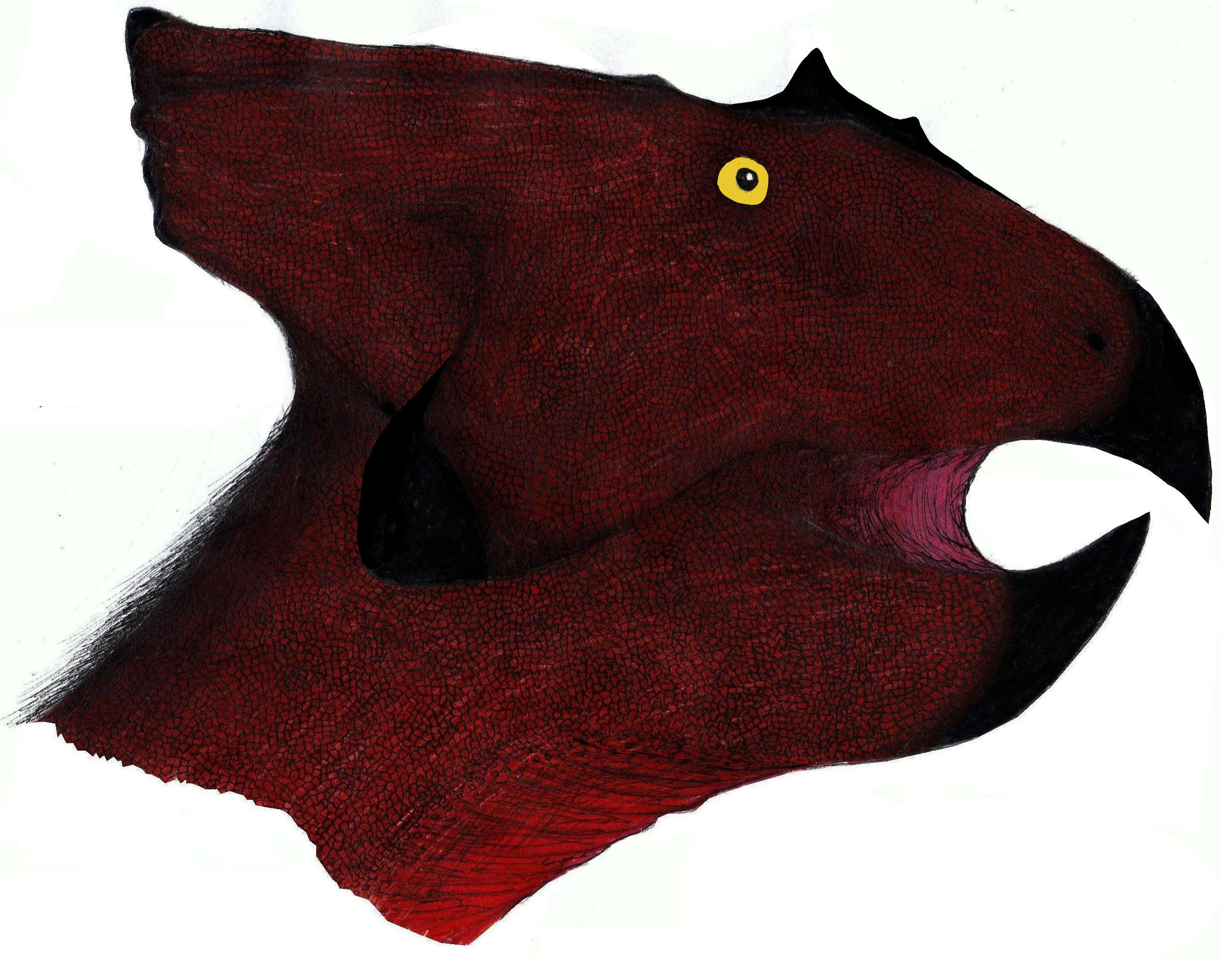
Een volwassen exemplaar van Breviceratops kozlowskii

Breviceratops kozlowskii is een plantenetende ornithischische dinosauriër, behorend tot de Ceratopia, die tijdens het late Krijt leefde in het gebied van het huidige Mongolië.
In 1975 benoemden Teresa Maryańska en Halszka Osmólska een tweede soort van Protoceratops: Protoceratops kozlowskii, op grond van de resten van een jong dier in de jaren zestig door een Poolse expeditie gevonden bij Choelsan. De soortaanduiding eert de Poolse paleontoloog Roman Kozłowski.
Het holotype, ZPAL MgD-I/117, is gevonden in een laag van de Barun Goyot-formatie die dateert uit het late Campanien. Het bestaat uit een skelet zonder schedel van een jong dier. Andere exemplaren werden aan de soort toegewezen: MgD-Ij116, een schedel met onderkaken van een jong dier; MgD-Ij 118, een fragmentarisch skelet met onderkaken van een jong dier; MgD-Ij119, een voorste stuk onderkaak en drie wervelbogen van de rug; MgD-IjI20, twee voorste onderkaken met losse tanden; MgD-JjI21, een stuk bovenkaaksbeen met vier tanden van een jong; en MgD-JjI22, een partij tanden.
Latere onderzoekers meenden soms dat de soort een jonger synoniem was van Bagaceratops rozhdestvenskyi die bekend was uit de Chermeen Tsav I, een andere vindplaats van de Barun Goyot-formatie. In 1990 benoemde de Russische paleontoloog Sergei Michailowitsj Koerzanow er echter juist een eigen geslacht voor: Breviceratops. De geslachtsnaam verbindt het Latijnse brevis, "kort", met een verwijzing naar de Ceratopia. Opmerkelijk is dat Koerzanow een aantal Russische vondsten in de Chermeen Tsav I aanwees als de syntypen van Breviceratops. Dat waren de specimina PIN 3142/1, de schedel van een jong dier, en PIN 3142/2, PIN 3142/3, PIN 3142/4 en PIN 3142/5, schedels van volwassen dieren. Het typemateriaal van het geslacht als zodanig is dus verschillend van dat van de typesoort Protoceratops kozlowskii. Overigens werd PIN 3142/1 in augustus 1996 gestolen uit het Paleontologisch Instituut van Moskou.
Zeer problematisch is dat de volwassen schedels uit de Chermeen Tsav I afkomstig zijn. Dat suggereert sterk dat het eenvoudigweg om grote exemplaren van Bagaceratops gaat. Enkele verschillen tussen Breviceratops en Bagaceratops, zoals een groter en breder nekschild met pariëtaalvensters en een hoger geplaatste neushoorn, kunnen aannemelijk verklaard worden door rijping. Wat daar echter tegen pleit, is het feit dat de jonge dieren van de twee vindplaatsen duidelijk onderscheidende kenmerken bezitten en dat de oude dieren van de Chermeen Tsav I lijken op de jonge dieren uit Choelsan in de gebogen onderzijde van de onderkaak. De onderscheidende kenmerken tussen de holotypen, beiden jonge dieren, van Breviceratops en Bagaceratops zijn onder andere: het bezit van acht in plaats van zes sacrale wervels in het heiligbeen en een naar buiten omkrullend blad van het darmbeen. Het materiaal van Choelsan toont verder nog de volgende van Bagaceratops afwijkende eigenschappen: het bezit van (twee) premaxillaire tanden, een spitsere snuit, een ontbrekend fenestra tussen praemaxilla en bovenkaaksbeen, zeven in plaats van tien maxillaire tanden, en een ontbrekende neushoorn.
Het ook mogelijk dat het materiaal van Chermeen Tsav I allemaal tot Bagaceratops behoort die dan met ruim een meter een stuk langer werd dan eerder aangenomen, en het materiaal uit Choelsan een aparte vorm vertegenwoordigt. Dan verhindert het aanwijzen van de Chermeen Tsav I-schedels als syntypen van het geslacht Breviceratops op zich, dat die naam nog voor Protoceratops kozlowskii gebruikt wordt. Breviceratops is dan een jonger synoniem van Bagaceratops en voor Protoceratops kozlowskii moet desgewenst weer een nieuw geslacht benoemd worden. Dat is mogelijkerwijze al gebeurd in de vorm van Lamaceratops Alifanov 2003, benoemd op basis van een zeer grote schedel uit de Choelsan, specimen PIN 4487/26. De grootste in de Chermeen Tsav I gevonden schedel, PIN 3142/4, is in 2003 benoemd als het aparte geslacht Platyceratops Alifanov 2003. Het zou hier volgens de meeste onderzoekers echter simpelweg gaan om een ouder exemplaar van hetzelfde type dat uit die vindplaats bij Breviceratops werd ondergebracht.